# Viktor Gielen
Viktor Gielen (* 26. März 1910 in Kettenis; † 29. November 1998 in Raeren) war ein belgischer römisch-katholischer Geistlicher und Heimatforscher.

## Leben und Wirken
Gielen wuchs als Sohn von Gutshofbesitzern auf dem Land in Hauset und Raeren auf. Mit erst 14 Jahren verlor er seine Eltern und wurde zusammen mit seinen Geschwistern, mit denen er die Arbeit auf dem Hof fortführen musste, von Pflegeeltern adoptiert.
Dennoch legte er auf dem Collège Patronné in Eupen, der späteren Pater-Damian-Sekundarschule, sein Abitur ab, studierte anschließend Philosophie am Kleinen Diözesan-Seminar in der Benediktinerabtei Sint-Truiden und Theologie an der Universität Lüttich. Am 3. Juli 1938 wurde Gielen durch Bischof Louis-Joseph Kerkhofs in Lüttich zum Priester geweiht und feierte am  17. Juli 1938 seine Primiz in Raeren. Noch im gleichen Jahr wurde er als Kaplan an der Eupener Pfarrkirche St. Niklaus übernommen. Dort geriet er in den Jahren der Deutschen Besetzung Frankreichs und Belgiens im Zweiten Weltkrieg mehrfach ins Visier der GeStaPo.
Nach dem Zweiten Weltkrieg setzte sich Gielen mit „Pfarrhilfen“ für alleinstehende Mütter und deren Kinder ein und begann nebenberuflich schriftstellerisch tätig zu werden. Von 1953 bis 1956 übernahm er das Amt des Religionslehrers am Heidberg-Lyzeum, bevor er von 1957 bis 1965 an die Sankt-Stephanus-Pfarrkirche in Walhorn versetzt wurde. Anschließend übertrug ihm der Bischof von Lüttich, Guillaume-Marie van Zuylen, das Pfarramt an St. Nikolaus in Raeren, das er bis zu seiner Pensionierung im Jahr 1976 ausübte. Danach verbrachte er den Großteil seines Lebensabends im Eupener Ortsteil Nispert, wo er noch viele Jahre allwöchentlich in der dortigen Kapelle Enthauptung Johannes des Täufers eine Messe zelebrierte, bevor er 1996 in das Raerener Marienheim umziehen musste und am 29. November 1998 dort verstarb.
Während seines gesamten Priesterlebens erforschte Gielen die Geschichte seiner Heimat und schrieb seine Erkenntnisse, die teilweise von seinen jeweiligen Wirkungsorten geprägt sind, in zahlreichen Büchern sowie in Aufsätzen für Fachzeitschriften nieder. Aber auch die Gesamtregion Eupener Land und Ostbelgien, das Hohe Venn sowie die Nachbarstädte Aachen und Lüttich wurden in seinen Büchern eingehend historisch aufgearbeitet. Darüber hinaus war Gielen von 1945 bis 1966 Herausgeber des von ihm initiierten Monatsheftes „Kinderfreund“, der sich an Kinder und Jugendliche richtete, sowie zu Beginn der 1950er Jahre des Liederbuches „Frohsang“ im Markus Verlag mit Liedern in überwiegend deutscher, aber auch in französischer Sprache.
Im Jahr 1983 wurde Gielen für sein Lebenswerk mit der August-Tonnar-Plakette und 1986 mit dem Rheinlandtaler geehrt.

## Schriften (Auswahl)
- Das Bild der Heimat, Acht Bände:
  - Band 1: Die Mutterpfarre und Hochbank Walhorn, Pfarramt Walhorn, 1963
  - Band 2: Geschichtliche Plaudereien über das Eupener Land, Creutzer, Eupen, 1964
  - Band 3: Aus Eupens Vergangenheit, Selbstverlag, Raeren 1966
  - Band 4: Raeren und die Raerener Wandel der Zeiten, Markus Verlag, Eupen 1967
  - Band 5: Eupen zwischen Ost und West, Limburg-Eupen-Aachen, geschichtliche Plaudereien, Markus Verlag, Eupen 1971
  - Band 6: Der Kreis Eupen unter preußischer Herrschaft 1815 bis 1920, Markus Verlag, Eupen 1972
  - Band 7: Das Kreuz der Verlobten : Venn und Wald erzählen, Markus Verlag, Eupen 1974
  - Band 8: Zwischen Aachener Wald und Münsterwald : historische Plaudereien, Markus Verlag, Eupen 1976
- Der Tyrann am Handgelenk. Stunden der Einkehr im Kreislauf des Jahres, Markus Verlag, Eupen 1974
- Aachen unter Napoleon, Mayer Verlag, Aachen 1977, ISBN 978-3-87519-096-0
- Im Banne des Kaiserdomes : hohe Zeiten im Aachener Münster, Mayer Verlag, Aachen 1978 ISBN 978-3-87519-037-3
- Tausend Jahre Nachbarschaft, Lüttich – Aachen – Maastricht, Grenz-Echo-Verlag, Eupen 1980
- Heimatglocken : Erlebtes u. Erlauschtes, Verlag Grenz-Echo, Eupen 1981, ISBN 978-3-923099-08-5
- Aachen im Vormärz : 1815–1848, Grenz-Echo-Verlag, Eupen 1982, ISBN 978-3-923099-13-9
- Aachen und Eupen unter dem eisernen Kanzler, Grenz-Echo-Verlag, Eupen 1984, ISBN 978-3-923099-22-1
- Geliebtes Hohes Venn : geschichtliche Plaudereien über eine Landschaft und ihre Menschen, Grenz-Echo-Verlag, Eupen 1985, ISBN 978-3-923099-28-3
- Es stand im „Echo“ : Aachen 1914–1932, Grenz-Echo-Verlag, Eupen 1986 ISBN 978-3-923099-33-7
- Das Eupener Land im Wandel der Zeit, Grenz-Echo-Verlag, Eupen 1992, ISBN 978-90-5433-001-1
- Kommt abseits und ruht ein wenig aus : Texte zur stillen Einkehr, Grenz-Echo-Verlag, Eupen 1997, ISBN 90-5433-094-5